# Collage (italienische Band)
Collage ist eine italienische Popband, die vor allem in den 1970er Jahren erfolgreich war.

## Geschichte
Die Band entstand auf Initiative der Brüder Tore und Piero Fazzi, die während ihrer Oberschulzeit regelmäßig in Lokalen auftraten und dort u. a. Lieder von Genesis, Simon & Garfunkel, ABBA, den Beatles oder Lucio Battisti zum Besten gaben. Über eine Teilnahme am Musikfestival von Castrocaro 1972 versuchte die junge Gruppe, in die nationale Musikszene vorzustoßen, doch sie blieb zunächst unbeachtet. Während die Musiker daraufhin versuchten, in Eigenproduktion ein Album aufzunehmen, wurden sie von einem römischen Musikproduzenten entdeckt, der ihnen zum ersten Plattenvertrag beim Mailänder Label Harmony verhalf.
1976 nahm Collage erneut am Festival von Castrocaro teil, wo sie nun mit dem Lied Due ragazzi nel sole den Wettbewerb gewann. Das Lied erreichte Platz drei der italienischen Singlecharts und machte die Band auch außerhalb Italiens bekannt. Es folgte das gleichnamige Debütalbum. Auf dieser Erfolgswelle ging die Band beim Sanremo-Festival 1977 ins Rennen und erreichte dort mit Tu mi rubi l’anima den zweiten Platz. Das Lied schaffte es auf Platz eins der italienischen Singlecharts und wurde der größte Hit der Band in Italien. Auch die Single Sole rosso (1978) erreichte die Singlecharts.
Bis 1982 veröffentlichte die Band weitere vier Alben, nahm 1979, 1981 und 1984 erneut am Sanremo-Festival teil, absolvierte regelmäßige Tourneen, und nahm für den spanischen und lateinamerikanischen Markt spanischsprachige Versionen ihrer Erfolgstitel auf. Mit Poco a poco… me enamoré de ti, der spanischen Version von Piano piano… m’innamorai di te, erreichte sie 1978 die Chartspitze in Spanien. In der Schweiz gelangen Collage ebenfalls mehrere Hits, Donna musica schaffte es dort 1980 auf Platz eins der Charts. Danach wurde es ruhiger um die Gruppe, sie blieb jedoch in wechselnder Besetzung musikalisch aktiv und veröffentlichte gelegentlich neue Alben.

## Diskografie
Abweichende spanische Titel sind nach dem Schrägstrich angegeben.

### Studioalben
- 1976 – Due ragazzi nel sole
- 1977 – Due ragazzi nel sole ’77
- 1978 – Piano piano m’innamorai di te / Poco a poco me enamoré de ti
- 1979 – Concerto d’amore
- 1980 – Donna musica
- 1982 – Stelle di carta
- 1994 – Replay
- 2003 – Abitudini e no
- 2017 – Inconfondibile

### Singles
| Jahr | Titel Album | Höchstplatzierung, Gesamtwochen, AuszeichnungChartplatzierungen (Jahr, Titel, Album, Platzierungen, Wochen, Auszeichnungen, Anmerkungen) | Höchstplatzierung, Gesamtwochen, AuszeichnungChartplatzierungen (Jahr, Titel, Album, Platzierungen, Wochen, Auszeichnungen, Anmerkungen) | Höchstplatzierung, Gesamtwochen, AuszeichnungChartplatzierungen (Jahr, Titel, Album, Platzierungen, Wochen, Auszeichnungen, Anmerkungen) | Anmerkungen                                |
| Jahr | Titel Album | IT | CH | ES | Anmerkungen                                |
| ---- | --- | --- | --- | --- | ------------------------------------------ |
| 1976 | Due ragazzi nel sole / Como dos niños Due ragazzi nel sole / Poco a poco me enamoré de ti                                   | IT3 (14 Wo.)IT | CH3 (12 Wo.)CH | ES6 (24 Wo.)ES | B-Seite: Ma che faccia da schiaffi         |
| 1977 | Tu mi rubi l’anima Due ragazzi nel sole ’77                                                                                 | IT1 (19 Wo.)IT | — | — | B-Seite: Io non ti venderei                |
| 1978 | Piano piano… m’innamorai di te / Poco a poco… me enamoré de ti Piano piano m’innamorai di te / Poco a poco me enamoré de ti | — | — | ES1 (27 Wo.)ES | B-Seite: Io erschienen 1977                |
| 1978 | Sole rosso / Sol caliente Concerto d’amore / Poco a poco me enamoré de ti                                                   | IT16 (7 Wo.)IT | — | ES8 (12 Wo.)ES | B-Seite: Dicci come ti chiami bzw. Yo      |
| 1980 | S.O.S. Donna musica | — | CH2 (13 Wo.)CH | — | B-Seite: Zingara nel cuore erschienen 1979 |
| 1980 | Donna musica / Niña música Donna musica                                                                                     | — | CH1 (13 Wo.)CH | — | B-Seite: Stasera tu                        |
| 1981 | I ragazzi che si amano Stelle di carta                                                                                      | — | CH4 (7 Wo.)CH | — | B-Seite: Mille volte te                    |

grau schraffiert: keine Chartdaten aus diesem Jahr verfügbar
- 1975 – Angeli sbagliati / Dammi il tempo
- 1977 – Lei non sapeva far l’amore / La notte era alta
- 1979 – La gente parla / Voli anche tu
- 1979 – Un’altra estate / Mania
- 1982 – Scimmia / Prestigiatore
- 1982 – Ed io canto per te / Una donna resta sempre sola
- 1984 – Quanto ti amo / Aspettami
- 1986 – La mia anima non te la do / Angeli di strada
- 2004 – Non vivo più a metà
- 2010 – Non ti dimenticherò

## Belege
1. 1 2  Storia. Collage, abgerufen am 13. August 2021.
2. 1 2  Collage, esce la ristampa in vinile rosso di “Due ragazzi nel sole”. In: Rockol.it. 13. Mai 2018, abgerufen am 11. August 2021 (italienisch).
3. 1 2 3  Chartquellen:
  - Guido Racca: M&D Borsa Singoli 1960-2019. Selbstverlag, 2019, ISBN 978-1-09-326490-6, S. 166.
  - Collage, Charts. In: hitparade.ch. Abgerufen am 13. August 2021.
  - Fernando Salaverri: Sólo éxitos: año a año, 1959–2002. 1. Auflage. Fundación Autor, Madrid 2005, ISBN 84-8048-639-2.